# Berserk: Das goldene Zeitalter III
Berserk: Das goldene Zeitalter III (ベルセルク 黄金時代篇III 降臨, Beruseruku Ōgon Jidai-Hen III: Kōrin) ist der dritte animierte Kinofilm zur Manga- und Animeserie Berserk aus dem Jahr 2013.

## Handlung
Ein Jahr nach Guts Austritt aus der Band of the Hawk kehrt er zurück, um ihnen bei der Befreiung von Griffith aus dem Tower of Rebirth zu helfen. Als sie jedoch Griffith finden, ist er kaum noch am Leben, denn er ist stumm und nach monatelanger Folter körperlich schwer verletzt. Griffith versucht Selbstmord zu begehen und sein Anhänger reagiert auf seine Verzweiflung und öffnet ein Portal in eine andere Dimension. Das Team wird in das Portal hineingezogen. Dort begegnen sie der Erzdämonin, die als The God Hand bekannt sind. Griffith möchte alle seine Kameraden opfern, damit er als ein Mitglied von The Gods Hand namens Femto wiedergeboren werden kann. The Band of the Hawk wird von den Dämonen gefressen und Femto vergewaltigt Casca. Als Guts versucht Casca zu retten, verliert er seinen linken Arm und sein rechtes Auge. Durch die Vergewaltigung verliert Casca ihren Verstand. Guts und Casca werden von dem mysteriösen Skull Knight in ihre Welt zurückgebracht, der Guts erzählt, dass er von der Gotteshand gebrandmarkt wurde und nächtlichen Angriffen böser Kreaturen ausgesetzt sein wird. Guts verlässt Casca unter der Obhut des ehemaligen Kameraden Rickert und begibt sich auf eine Reise, um Apostel und The Gods Hand zu jagen.

## Produktion
In Zusammenarbeit mit Warner Bros. Pictures wurde eine Reihe von Filmen zu Berserk produziert, die im Gegensatz zur Anime-Serie die gesamte Handlung des Mangas abdecken sollen. Der Film wurde von Studio 4°C unter Leitung von Toshiyuki Kubooka nach Drehbüchern von Ichirō Ōkouchi produziert. Die Synchronsprecher der Hauptrollen wechselten im Vergleich zur Anime-Serie: es sind Hiroaki Iwanaga als Guts, Takahiro Sakurai als Griffith und Toa Yukinari als Casca besetzt.

## Veröffentlichung
Der Film mit kam am 1. Februar 2013 in die japanischen Kinos. In Deutschland kam der Film am 27. Juni 2014 in einer limitierten Klappbox auf DVD und Blu-ray heraus. Die deutsche Veröffentlichung beruht auf der unzensierten und in Japan ab 18 Jahren freigegebenen Version. Die FSK vergab wie bei den Vorgängern auch eine Freigabe ab 16 Jahren. In Japan existiert weiterhin eine durch alternative Zeichnungen zensierte Version des Films und ist dort ab 15 Jahren freigegeben. Diese zensierte Version wurde in Deutschland ursprünglich auch der FSK vorgelegt, eine Veröffentlichung aber verworfen, als der Verleih die unzensierte Version erhalten hat.

## Synchronisation
| Rolle          |                              |                    |
| Rolle          | japanischer Sprecher (Seiyū) | deutscher Sprecher |
| -------------- | ---------------------------- | ------------------ |
| Guts           | Hiroaki Iwanaga              | Marcel Collé       |
| Griffith       | Takahiro Sakurai             | Nico Mamone        |
| Casca          | Toa Yukinari                 | Anja Stadlober     |
| Charlotte      | Aki Toyosaki                 | Jennifer Weiß      |
| Nosferatu Zodd | Kenta Miyake                 | Jörg Hengstler     |
| Pippin         | Takahiro Fujiwara            | Raimund Krone      |

## Rezeption
- Lexikon des internationalen Films: „Auch der Abschluss der Trilogie bietet wier überragend gestaltete (Kino-)Bilder. Dabei werden die Gewalt-Elegien einer archaischen Fantasy-Welt von einem tiefen Nihilismus beseelt, der dem Berserker keine Aussicht auf Erlösung beschert.“[5]